# The Cats
The Cats waren een popgroep uit Volendam. Ze bestonden van 1964 tot 1985, zij het met enkele onderbrekingen, en waren van 1968 tot 1975 een van de meest succesvolle bands van Nederland. De bezetting bestond uit Cees Veerman, Piet Veerman, Arnold Mühren, Jaap Schilder, Theo Klouwer en (van 1972 tot 1975) Piet Keizer. Jan Buijs was vanaf de oprichting de manager.
Ze ontwikkelden een oorspronkelijk muziekgeluid dat de naam palingsound meekreeg. Het kenmerkt zich door de dramatiek in de stem van Piet Veerman, de achtergrondzang van de andere leden, de composities van Arnold Mühren en het studiowerk van Klaas Leyen en Wim Jongbloed. De stijl vond navolging bij veel andere Volendamse artiesten, zoals Maddog, Left Side, Next One en vanaf 1977 BZN.
Cees Veerman was aanvankelijk de leadzanger en Piet Veerman had deze rol vanaf 1968 voor de A-kanten van de singles. De eerste nummers waren covers of werden buiten de groep geschreven. Daarna kwam steeds meer werk van eigen hand, waaronder de grote hits Lea, Why, Marian, Magical mystery morning, Where have I been wrong, Let's dance en There has been a time. De meest verkochte single is One way wind. The Cats verkochten meer dan dertien miljoen geluidsdragers. 36 singles kwamen in de Top 40 terecht, waarvan vijf op nummer 1 en negentien in de Top 10. In de alltimelijst Top 2000 zijn in de loop van de tijd dertien nummers opgenomen.
De band trad op in binnen- en buitenland, waaronder Indonesië, Suriname en op de Antillen. Twee albums werden in de Verenigde Staten geproduceerd door Al Capps. In 1974 was er een optredenstop van ongeveer een jaar. In deze periode brachten drie bandleden soloalbums uit. Na een hervatting van de optredens viel de band in 1979 geheel uit elkaar. Vervolgens was er van 1982 tot 1985 een comeback. In 1994 was er nog een vergeefse poging hiertoe door drie bandleden zonder Piet Veerman. Kort na de eeuwwisseling werden twee tributebands opgericht en vijftien jaar later nog een derde.

## Biografie

### De formatie (tot 1964)
In het midden van de jaren vijftig vormden Cees Veerman (1943-2014) en Arnold Mühren (1944) een zangduo, waarbij ze zich begeleidden op de gitaar. In 1959 trad Veerman als vijftienjarige toe tot de Spoetnik Boys, ook wel de eerste echte rock-'n-rollband van Volendam genoemd. Vervolgens gingen beiden in 1960 op in Electric Johnny & The Skyriders, een skiffleband onder leiding van Jan Buijs (Spruitje). Nadat ze Jaap Schilder (1943) gitaar hadden horen spelen, vroegen ze hem om zich ook aan te sluiten. Schilder vormde toen met zijn neef Piet Veerman (1943, geen familie van Cees) nog het duo The Everly Kosters. Die naam was ontstaan uit de samenvoeging van hun familienaam De Koster met de naam van de toen populaire Everly Brothers. Op voorwaarde dat ze beiden mochten aansluiten, maakten ook zij de overstap. Piet Veerman ging enige tijd later over van slag- naar leadgitaar en Jaap Schilder maakte de omgekeerde beweging. Cees Veerman bleef slaggitaar spelen en Arnold Mühren stapte over naar de basgitaar.
Kort erop verlieten de oorspronkelijke bandleden The Skyriders en ging dit viertal verder als The Mystic Four. Omdat de band geregeld optrad, hadden ze behoefte aan een drummer. Dit werd Cees Mooijer (Pluk) die al sinds de start bij The Skyriders had gedrumd. Na korte tijd werd de naam gewijzigd in The Blue Cats, een verwijzing naar hun blauwe modepakken en naar de bijnaam van de leadzanger Cees Veerman, Poes.

### De manager Jan Buijs
Toen de band een versterker nodig had, klopten Piet Veerman en Arnold Mühren voor een lening aan bij hun plaatsgenoot Jan Buijs (Tuf), niet te verwarren met de Skyrider Jan Buijs (Spruitje). Hij was de vriend van de zus van Jaap Schilder en had de band al enkele malen zien optreden. Dankzij drie banen had hij al wat spaargeld opgebouwd. Hij besloot in te gaan op het voorstel van The Blue Cats en zette een bedrag van 3.500 gulden voor ze opzij. De terugbetaling gebeurde uit de verdiensten van de optredens.
Hij trok er ook geregeld met zijn brommer op uit om optredens te regelen. Hiervoor gebruikte hij een cassettebandje dat ze tijdens hun repetities hadden opgenomen. Het eerste optreden buiten Volendam was in een café in Heerhugowaard, met een kist bier als beloning. Het binnenhalen van optredens ging Buijs goed af en nog vroeg in het bestaan van de band werd hij hun manager. Deze taak nam hij serieus op door ook andere zaken op te pakken. Vaak wist hij een auto te regelen voor optredens verderop in de provincie.
Tevens loste hij de terugkerende problemen met hun drummer op. Mooijer had mede vanwege zijn verloofde weinig ambities om geregeld op pad te gaan voor optredens. Hij had ook al een paar maal gedreigd de band te verlaten. Ondertussen had Buijs Theo Klouwer (1947-2001) al gepolst als vervanger. Klouwer had eveneens bij The Skyriders gedrumd en verder nog voor de Blue Stars en af en toe als invaller van BZN. Toen Mooijer weer eens dreigde de band te verlaten, zag Buijs zijn kans en nam ter plaatse Mooijers drumstel over voor 350 gulden. Hiermee was de wisseling van drummer een feit.
In april 1964 schrapte de band het woord Blue uit de groepsnaam; dit wordt gezien als het moment waarop The Cats daadwerkelijk zijn opgericht. Hun eerste optreden onder deze naam en met Klouwer achter de drums vond plaats op Koninginnedag 30 april 1964.

### Talentenjachten en eerste platencontract
Door aan talentenjachten mee te doen, kwamen ze onder de aandacht van artiesten als Imca Marina, Anneke Grönloh en Trea Dobbs, die ze vervolgens tijdens hun optredens mochten begeleiden. Ook gaven ze zelf optredens met covermuziek. In 1965 werd een talentenjacht uit naam van de zeezender Radio Veronica georganiseerd in de latere Soundpush Studio's in Blaricum. Er was echter geen competitie en de uitvoering had meer weg van een auditie op een dorpstoneel. De organisatie lag in handen van Durlacher en Levy van de pionierende muziekstudio Durlaphone uit Amsterdam. De uitvoering van If I didn't have a dime to play the juke-box van Gene Pitney viel in de smaak en leverde The Cats een platencontract op. Van Veronica waren Jan van Veen en Joost den Draayer aanwezig. De laatste memoreerde in 2006 dat hij The Cats toen meedeelde: "Als jullie dat [nummer] gaan opnemen en uitbrengen, ga ik het draaien."
Juke-box kwam uit als debuutsingle van The Cats en werd vervolgens ook door Veronica uitgezonden. Toen dit gebeurde, was dit nog zo bijzonder dat in Volendam de machines in de fabrieken werden uitgezet om naar ze te luisteren. Er werd op gehoor ingezongen, waardoor een onjuiste tekst te horen is op de derde single, Ave Maria no morro. Uiteindelijk belandde geen van de singles van Durlaphone in de Top 40. Op dat moment werden ze nog niet uitgebracht op een elpee. In 1972, tijdens de hoogtijdagen, deed Durlaphone dit alsnog op de elpee Collectors classics die met zes nummers slechts aan één zijde afspeelbaar is.

### Overstap naar Bovema/EMI (1965)

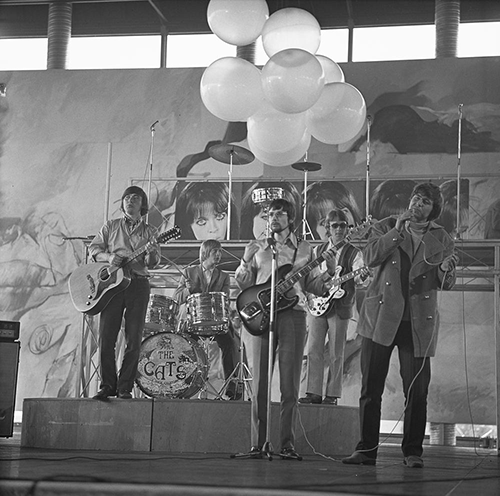
The Cats tijdens een uitzending van Fenklup van de VARA op 7 juni 1968.

Ontevreden over de kwaliteit van Durlaphone schreef Jan Buijs (Tuf) brieven naar een groot aantal platenlabels. Onbekend met de Nederlandse muziekindustrie, richtte hij ze ook aan vijf labels die allemaal toebehoorden aan Bovema (het latere EMI). Deze maatschappij nodigde de band uit om op 4 januari 1966 auditie te doen.
Een week later, op 11 januari, werd het contract getekend. Als eerste single bij hun nieuwe platenmaatschappij verscheen What a crazy life. Deze stond vijftien weken in de Nederlandse Top 40 met nummer 14 als hoogste notering. Omdat het nummer geschreven was door Roger Greenaway en Roger Cook, vroeg Bovema dit schrijversduo meer nummers aan te leveren. Drie ervan verschenen op een single, waaronder Sure he's a cat.
Hun prille succes leverde hun eerste televisieoptreden op in Moef Ga Ga van Bob Rooyens. De uitzending was echter teleurstellend voor zowel de bandleden als veel Volendammers die vol verwachting aan de televisie gekluisterd zaten. Rooyens had namelijk een kooi met een kat op het podium geplaatst en alleen Cees Veerman was heel kort in beeld.

### De stem van Piet Veerman

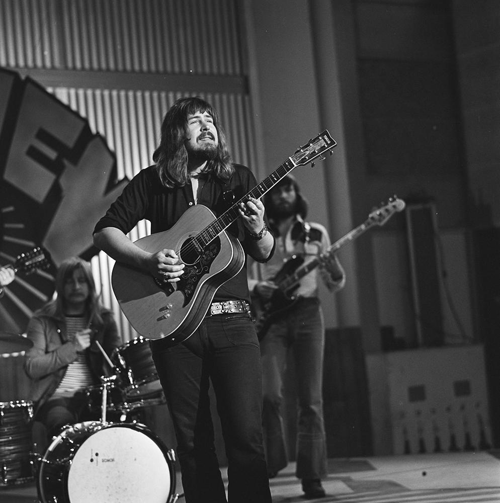
Piet Veerman in het muziekprogramma Popzien van de VARA in 1973.

Bij Bovema kenden The Cats vijf kleine hits op rij en in 1968 waren zij toe aan de opname van Times were when (1968). Piet Veerman zong het nummer op eigen verzoek in. Over deze opnames waren de andere bandleden heel enthousiast, inclusief Cees Veerman die tot dan toe de leadzanger was geweest. Bovema was hier echter op tegen en hield hun de slogan never change a winning team voor. Voor de bandleden was het echter een uitgemaakte zaak, omdat ze Piet Veerman tijdens optredens ook al Vaya con Dios hadden horen zingen, en nummers van Amerikaanse soulzangers als Solomon Burke, Joe Tex en Wilson Pickett. Onder druk van de band werd de single daarom toch ingezongen door Piet Veerman.
Times were when betekende de doorbraak en was met een nummer 2-notering hun eerste top 10-hit. Voor de singles was de wisseling van de leadzanger blijvend; wel bleef Cees Veerman de eerste stem leveren voor ongeveer de helft van de nummers op de elpees.
Het was het begin van een succesvolle periode, waarin vijf nummers op plaats 1, twee op plaats 2 en vijf op plaats 3 van de Top 40 terechtkwamen. Bij elkaar kwamen 36 singles in deze hitlijst te staan.
Piet Veermans stemgeluid werd door Veronica omschreven als "met een traan tussen de stembanden." In een documentaire zette de zanger uiteen, waar volgens hem een stem uit is opgebouwd. Als eerste noemde hij de techniek, die aan te leren is en een basis vormt waaruit een zanger kan putten. Als tweede en derde zijn dat het timbre en de kleur die volgens hem niet te veranderen zijn door de zanger. Als laatste is er nog het gevoel dat de zanger erin legt en in het gunstigste geval door de luisteraar wordt opgepakt.

### De pen van Arnold Mühren

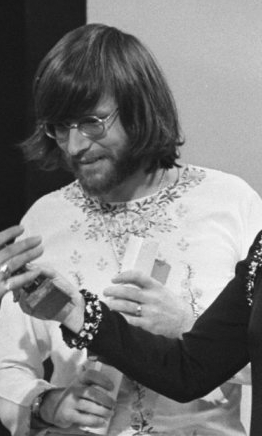
Mühren tijdens de Edison-uitreiking in februari 1970.

The Cats bouwden een groeiende schare fans op waarvan sommigen hen nareisden tijdens optredens. Toen een van hen, Lia Vertelman, was omgekomen tijdens een verkeersongeval, greep dat Arnold Mühren zo aan dat hij contact zocht met haar moeder. Zij vertelde hem dat ze geregeld Goodbye baby, baby goodbye van The Cats draaide als troost voor het verlies van haar dochter. Het inspireerde hem tot het schrijven van het lied Lea. Om ongewenste publiciteit te voorkomen, sprak hij met haar moeder af dat The Cats het verhaal achter de tekst niet naar buiten zouden brengen. Hierdoor bleef het voor langere tijd verborgen. Toen Lia's moeder in december 2010 overleed, werd in haar handtasje de briefwisseling met Mühren teruggevonden.
Lea (1968) werd het eerste nummer op een A-kant dat door een Cat was geschreven. De single werd 174.000 maal verkocht. Mühren schreef het met Piet Veermans stem in zijn gehoor. Tijdens het schrijven hield hij rekening met zijn stembereik, welke woorden hij goed kon brengen en wat hij mooi kon zingen. Zijn liedjes en het stemgeluid van Piet Veerman werden in de volgende jaren bepalend voor het succes van The Cats. Lea werd de eerste nummer 1-hit van de band in Nederland en betekende ook de doorbraak in Vlaanderen, waar het op nummer 6 belandde.
Mühren had tijdens reizen vaak een kleine cassetterecorder bij zich waarop hij een melodie infloot die op dat moment door zijn hoofd ging. Later werkte hij die dan verder uit en zette Jaap Schilder de akkoorden eronder. Een volgende hit uit zijn pen was Why (1969). Het was bedoeld als duet voor Piet en Cees Veerman, om te voorkomen dat het publiek dacht dat Cees naar de achtergrond was geschoven. Over de eerste opnames waren The Cats echter niet tevreden en tijdens de tweede poging was Cees ziek, zodat het nummer werd opgenomen door Piet Veerman en Arnold Mühren. Het werd de tweede nummer 1-hit. Nadat Scarlet ribbons dat jaar in de top 3 belandde, leverde Mühren opnieuw een nummer 1-hit aan, Marian. Hierna volgden geen nummer 1-hits meer van zijn hand, maar nog wel de top 3-hits Magical mystery morning (1970), One way wind (1971) en There has been a time (1972). Maribaja (1973) belandde op nummer 6 en werd ook door Mühren geschreven.

### Succesvolle jaren (1968-1974)

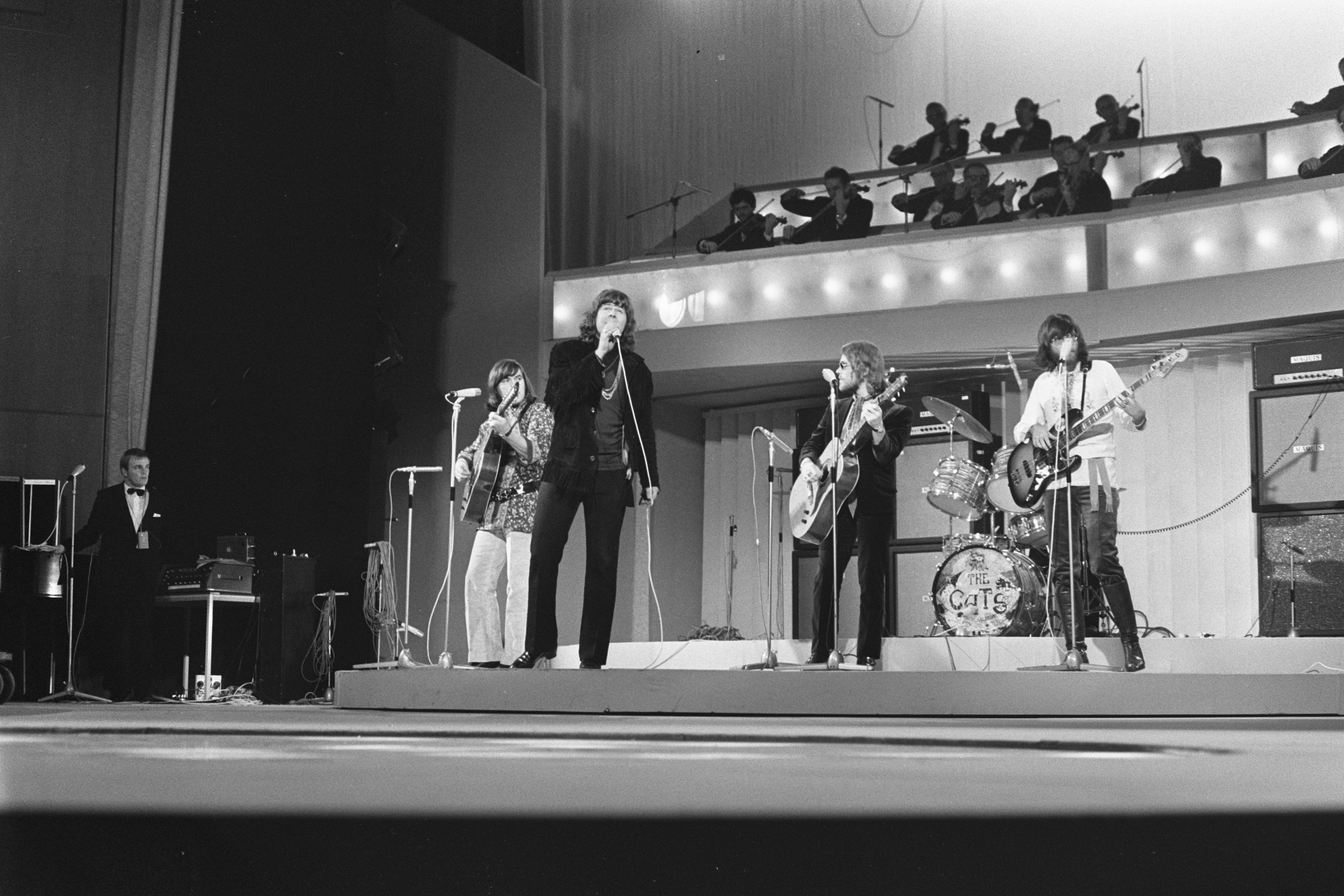
Het eerste liveoptreden van The Cats op de televisie, tijdens het Grand Gala du Disque, in februari 1970. Tijdens deze uitzending werden de Edison over 1969 uitgereikt.

Mühren was niet het enige bandlid dat hits voortbracht; Piet Veerman schreef de nummer 1-hit Where have I been wrong (1970). Samen met zijn achterneef Evert Veerman (Jash) ontwikkelde hij het gitaarloopje. Omdat het nummer niet op notenschrift stond, speelde Piet Veerman het voor de verandering zelf in tijdens de opnamesessies. Gitaarspel neemt vaker een rol in zijn composities in, zoals ook in het kenmerkende Lonely walk (Take me with you, 1970). Journalist Jip Golstein noemde Veerman de beste instrumentalist van de band en verwonderde zich erover dat Veerman zelf veel minder tevreden was over zijn gitaarspel.

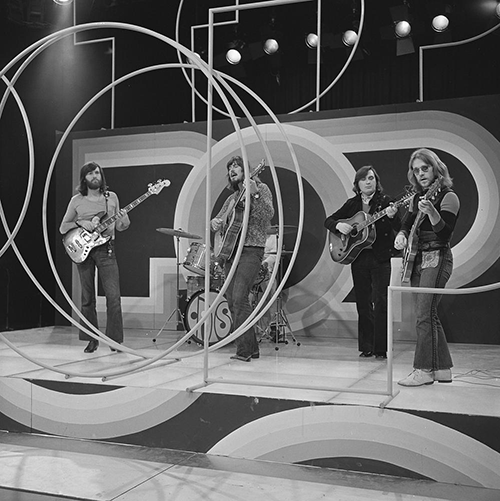
The Cats tijdens een optreden in het muziekprogramma Toppop van de AVRO in 1971.

Ook scheef hij de nummer 2-hit Let's dance (1972) en samen met Jaap Schilder schreef hij Let's go together (1973), dat op nummer 7 belandde. Van Cees Veerman werd de single The end of the show (1980) een hit op nummer 5. Sinds Times were when (1968) volgde een periode van zeven jaar waarin vrijwel elke single de top 10 bereikte.
In het tweede jaar van hun succes ontvingen The Cats de hoogste onderscheiding in de Nederlandse popmuziek, een Edison Populair (1969). Ze ontvingen de prijs uit handen van Mies Bouwman tijdens het Grand Gala du Disque. Diezelfde avond gaven ze hun eerste liveoptreden op de televisie.
De grootste hit die de band wereldwijd had, is One way wind (1971). Het was niet alleen de meest verkochte single, maar werd ook nog ongeveer 150 maal gecoverd. Mühren vermoedt dat hij de inspiratie opgedaan had tijdens hun tournee op de Antillen, omdat de bomen daar door de passaatwind allemaal naar dezelfde kant wijzen. Het betekende de doorbraak in Duitsland, waar meer dan een miljoen exemplaren werden verkocht. In 1973 werd de band voor zijn eigen composities bekroond met een Gouden Harp.

### Optredens in binnen- en buitenland

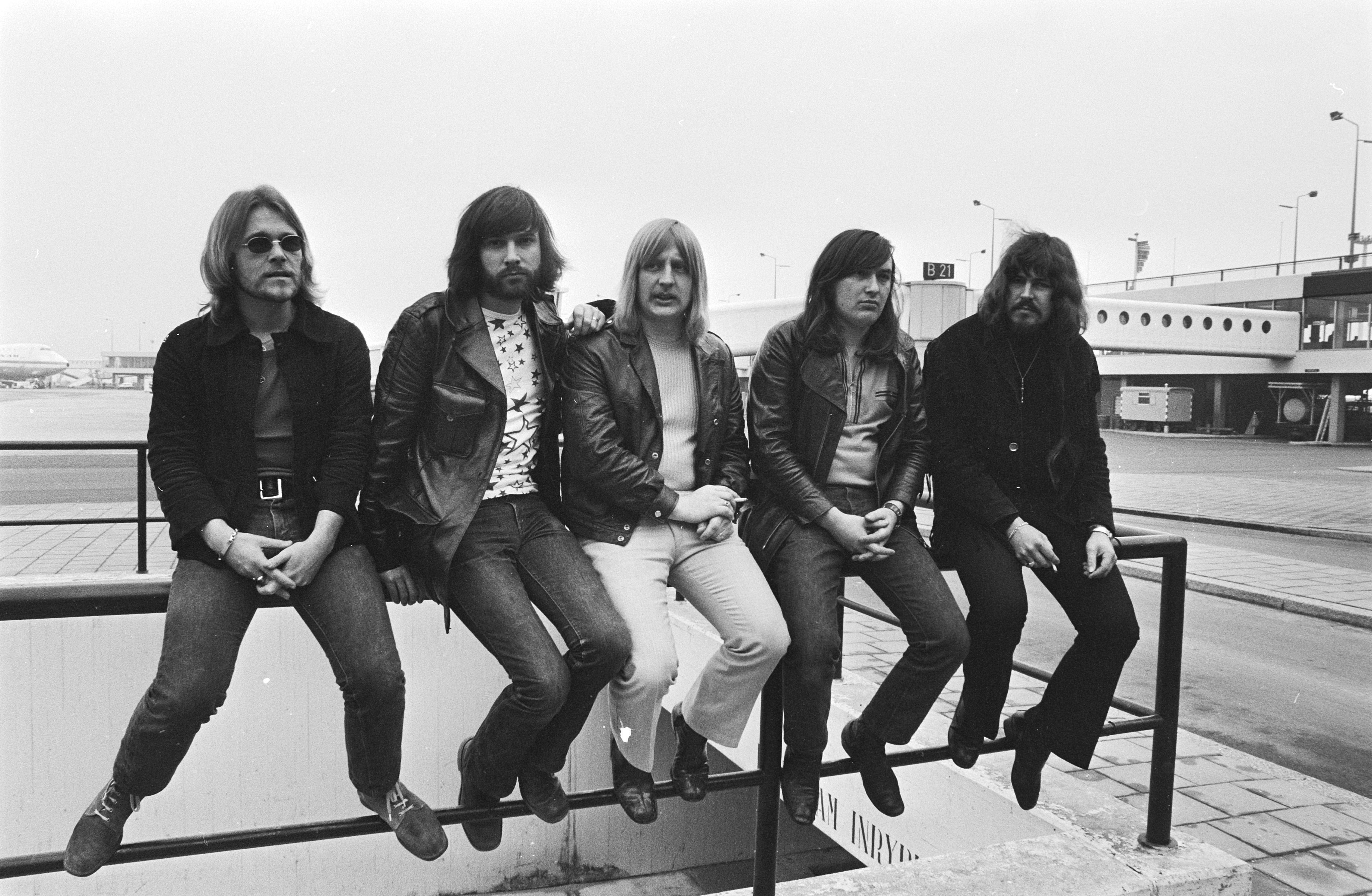
The Cats op Schiphol, voor hun vertrek naar Indonesië in 1971. V.l.n.r. Cees Veerman, Arnold Mühren, Theo Klouwer, Jaap Schilder en Piet Veerman.

Op 17 december 1970 hadden The Cats een nieuw contract getekend bij Bovema/EMI, waardoor hun platen sindsdien in 38 landen werden uitgebracht. Het nieuwe contract betekende ook dat The Cats wereldwijd bekend werden en ook naar allerlei verre landen afreisden voor optredens. Door de jaren heen deden ze uiteindelijk negentien landen aan.
In maart 1970 reisden ze af naar Suriname en de Nederlandse Antillen. Op het vliegveld in Suriname stonden duizenden mensen te wachten en The Cats dachten dat er die dag mogelijk een staatshoofd zou landen. Pas daarna ontdekten ze dat de menigte er voor henzelf was. Hun sterrenstatus werd nog eens benadrukt toen ze tussendoor voor een optreden naar Cayenne in buurland Frans Guyana gingen. Op een aankondigingsbord werden The Cats daar gepresenteerd als second best Beatles.

Een van de meest memorabele reizen voor The Cats zelf, was het bezoek aan Indonesië in 1971. Bij elkaar gaven ze daar vijftien optredens. In Jakarta traden ze in een stadion tweemaal per avond op voor 16.000 bezoekers per keer. Verder gaven ze optredens en interviews voor radio en televisie en werd door de VARA een documentaire met ze opgenomen.

### Stemproblemen voor Cees Veerman

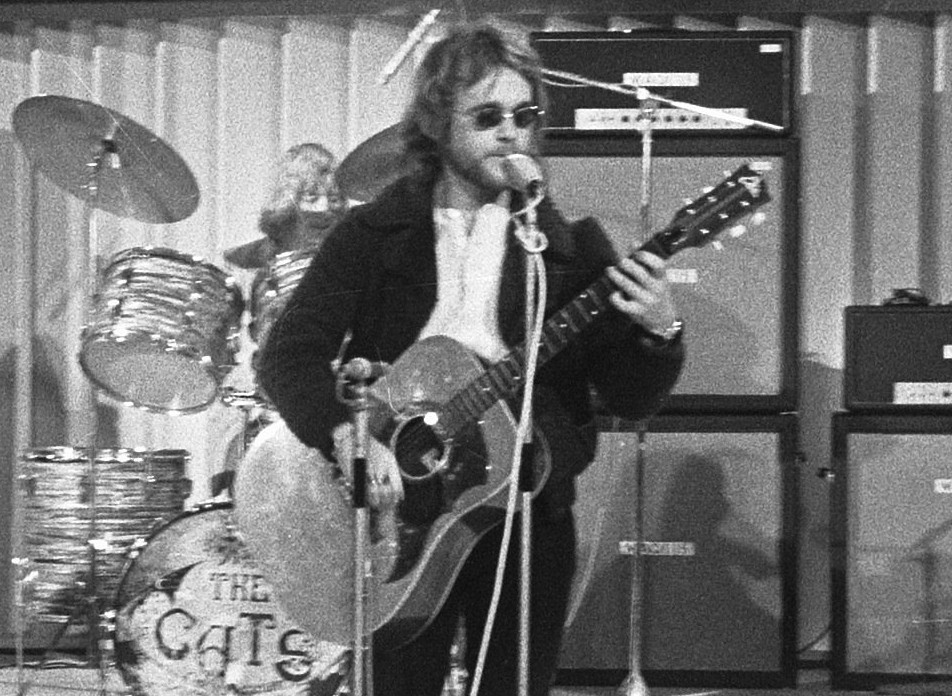
Cees Veerman tijdens het optreden in Grand Gala du Disque in februari 1970.

In 1972 kreeg Cees Veerman problemen met zijn stem en het leek er aanvankelijk op dat hij binnen enkele maanden zou terugkeren. Er is vaak gesuggereerd dat de oorzaak lag in het feit dat hij niet langer de eerste leadzanger was. Veerman ontkende dit zelf en had ook even hard meegeroepen dat Piet Veerman de leadzang moest overnemen van Times were when. Wel had hij grote druk van buitenaf gevoeld. Aanvankelijk was zijn broer Harmen in beeld, maar die wilde Left Side niet kortstondig verlaten voor een tijdelijke rol als tweede leadzanger bij The Cats.
De vervanger werd uiteindelijk gevonden in Piet Keizer. Hij was roadmanager van The Cats geweest en was goed op de hoogte van het repertoire. Keizer speelde voor het eerst mee tijdens een optreden in Zwitserland op 2 mei 1972. Cees Veerman kwam pas aan het eind van 1973 terug. Keizer bleef de eerste tijd nog bij de band, die sindsdien uit zes leden bestond.

### 'Tourneeziekte'
Onderling botste het geregeld tussen de bandleden en na de tournee naar Suriname in 1969 waren de spanningen al eens zo hoog opgelaaid, dat de band drie weken uit elkaar lag. Manager Jan Buijs (Tuf) vervulde vaak een rol om de gelederen bij elkaar te houden. Karel Hille, toenmalig Hoofd Promotie bij Bovema, beschreef diens overwicht als volgt: "Als Jan Buijs er niet was geweest, waren The Cats veel eerder uit elkaar gegaan. Niet omdat het zulke moeilijke jongens waren om mee te werken, maar ze waren lastig voor elkaar en lastig voor zichzelf." Verder wist Theo Klouwer de gemoederen vaak met humor tot bedaren te brengen.
De onderlinge conflicten zijn door journalist Jip Golsteijn weleens uitgelegd als 'Tourneeziekte'. Hij kende het woord uit het Engels en beschreef het als een "mengsel van verveling en overwerktheid die elke irritatie tijdens lange tournees uitbouwt tot een levensgroot conflict." Conflicten werden niettemin ook steeds weer bijgelegd.
Een onenigheid die is blijven beklijven, komt voort uit een opmerking van vader Pé Mühren rond 1968-69. In bijzijn van de moeder van Piet Veerman had hij zich bij de dorpsslager laten ontvallen: "Mijn zoon mag dan wel rustig achteraan staan, bij hem blijft de kassa wel rinkelen." Veerman was hier woedend over. Naar zijn mening stond hij tijdens optredens vol overgave te zingen en verdiende Mühren daar dubbel aan mee. Veerman voelde er daarom steeds minder voor om de liedjes van Mühren te zingen. Bij Mühren kwam dit aan als jaloezie, omdat een schrijver van een goed lied goed gehonoreerd zou mogen worden. In die jaren was het van directe invloed op het roulatiesysteem voor de B-kanten van de singles. Ervoor werden die bij toerbeurt verdeeld.

### Amerikaanse uitstap (1974-1975)

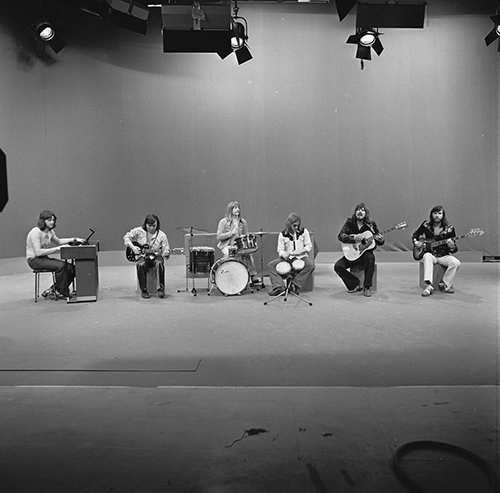
Een optreden van The Cats in Toppop in maart 1974. V.l.n.r. Piet Keizer, Jaap Schilder, Theo Klouwer, Cees Veerman, Piet Veerman en Arnold Mühren.

Ondanks de vele hits waren de successen uitgebleven in de Engelstalige landen. In de VS had Bob Mercer van Fantasy Records The Cats jarenlang geplugd. De reactie die hij telkens van diskjockey's kreeg was dat de zangstemmen fantastisch waren, maar de orkestratie uit het jaar 1948 klonk. Daarnaast waren de teksten van The Cats aangekomen als Sinterklaasrijmpjes en als taal van de straat. Ook ontbrak het aan bruggetjes in de nummers.
In die tijd had Fantasy Records een grote behoefte aan het vinden van een nieuwe succesvolle popgroep. Feitelijk was er niet meer van overgebleven dan een jazzlabel, nadat hun melkkoe Creedence Clearwater Revival ermee was gestopt. Met de Californische band Redwing hadden ze geen geluk gehad en de hoop was nu gevestigd op The Cats.
Van EMI-zijde werd gehoopt dat met een keuze voor een Amerikaanse producer een geluid werd bereikt dat meer bij de Amerikaanse markt paste. Ook maakte het deel uit van het plan om de spanningen binnen de band op te lossen. Dat bestond er bijvoorbeeld ook uit om naar de vroegere situatie terug te keren, waarin repertoire werd gespeeld dat buiten de groep werd geschreven.
Onder leiding van Snuff Garrett werd het Amerikaanse werk opgenomen. Als producer en arrangeur voor het nieuwe werk koos hij Al Capps uit. Deze bracht in 1974 in Los Angeles met The Cats en een groep sessiemuzikanten de elpee Love in your eyes tot stand. In maart 1975 volgde ook nog een tweede Capps-elpee, Hard to be friends. Aanvankelijk was het niet de bedoeling geweest om het Amerikaanse werk in Nederland uit te brengen. Uiteindelijk gebeurde dat toch, ondanks het risico dat fans erop zouden afknappen. Het was onder andere popjournalist Jip Golsteijn die de platenmaatschappij in Nederland er op wees het werk wel uit te brengen in Nederland.

### Optredenstop en soloprojecten
The Cats schrokken nogal van de snelle en professionele werkwijze, maar ook van de commerciële en harde aanpak in de VS. Ook hadden de producer en de maatschappij een veel grotere inbreng dan Leyen en Jongbloed in Nederland, waardoor de bandleden zich vaak moesten schikken naar hun wensen. Het nieuwe, Amerikaanse geluid ging voor een aantal bandleden te ver.
Op de terugreis deelde Piet Veerman mee dat hij zou stoppen met liveoptredens. Dit kwam voor de anderen als een verrassing. Zo had Arnold Mühren in Californië nog versterkers voor de band gekocht. Piet Keizer liet al in het vliegtuig weten de band te verlaten omdat hij zijn inkomen niet meer zeker zag. Op 19 mei 1974 speelden ze hun afscheidsconcert in Purmerend en daarna werkten ze nog de geboekte concerten af. De stop gold alleen voor optredens in zalen en niet voor de televisie. Ook wilden ze platen blijven uitbrengen. In de week van 1 november verliet Cees Veerman opnieuw de band. Hij was een van de Cats die zich het sterkst tegen de opnames van Capps verzetten en was er daarom ook niet bij toen het tweede Amerikaanse album Hard to be friends (1975) werd opgenomen.
Intussen gaf EMI de bandleden de kans om soloalbums uit te brengen. Drie van de leden gingen hierop in. Opdat dit werk niet te veel op The Cats zou lijken, werd dit niet door Leyen geproduceerd. Piet Veerman kwam met het album Rollin' on a river (1975), Jaap Schilder met Stay ashore (1976) en Cees Veerman met Another side of me (1976).

### Terug op de bühnes (1976-1979)
Uit het hele land bleven de aanbiedingen binnenkomen. Vanaf het najaar van 1975 werd daarom besloten om toch tien optredens te gaan doen in grote zalen, zoals in Thialf in Heerenveen, waar het eerste plaatsvond. Cees Veerman had zich inmiddels ook weer bij de groep aangesloten. Voor deze optredens voegden zich nog twee extra muzikanten bij de band: gitarist Evert Veerman (Jash) en toetsenist Jan Keizer (niet BZN). Na de eerste serie van tien volgden nog eens twintig optredens en vervolgens waren The Cats volledig terug in alle zalen.
Met de geleidelijke comeback kwam de single met de titel We should be together (1976) uit. De hoogtijdagen bleken echter achter hen te liggen. Alleen Save the last dance for me wist met nummer 6 nog de Top 10 te bereiken.
Daarnaast hadden de bandleden stuk voor stuk te maken met psychische klachten. Cees Veerman had al een paar jaar last van depressies en ook Piet Veerman had in deze jaren last van hoge stress. In 1979 bezweek vervolgens Arnold Mühren als derde Cat onder de druk. In de documentaire The story of... verhaalde Piet Veerman: "een mens beseft niet wat erachter zit en door die stress wordt er niets meer geschreven. Het is op." Deze keer besloten ze er geheel mee te stoppen. Officieel werd de band op 27 november 1979 ontbonden. De heruitgave van The end of the show (1980, voor het eerst uitgegeven op Signed by The Cats; 1972) bereikte op de valreep nog een nummer 5-notering.

### Third life(1982-1985)

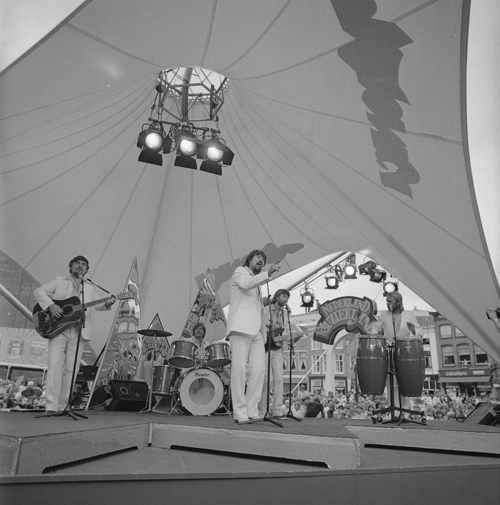
The Cats tijdens een optreden in Nederland Muziekland van Veronica op 17 augustus 1983 in Alkmaar. V.l.n.r. Jaap Schilder, Theo Klouwer, Piet Veerman, Arnold Mühren en Cees Veerman.

Chris van Tilburg, een vriend van The Cats, vroeg in 1982 om twee nummers voor hem op te nemen. Het ging om een single met La Diligence en op de B-kant El Paso, gelijknamig aan zijn twee dancings in Heerlen. De single was bedoeld als kerst- en nieuwjaarscadeau voor zijn gasten. Nadat de single op Hilversum 3 was afgespeeld, kwam de roep om hem officieel uit te brengen. Aldus geschiedde en de single bereikte aan het begin van 1983 nummer 11 in de Top 40. Dit viel samen met de documentaire The story of The Cats van Veronica en de top 5-hit voor Next One met hun medley Cats for ever.
The Cats besloten een comeback te maken. In deze nieuwe periode werden zes nieuwe singles uitgebracht en de elpee Third life. Bij de bandleden groeide het besef dat ze in de afgelopen jaren erg veel royalty's hadden afgestaan aan EMI. De contracten met Bovema/EMI waren ervoor altijd zonder discussie getekend. Voor de platen betrof dit een vastgestelde periode; het aandeel in de auteursrechten van 33% gold echter voor altijd. Het was hun bijvoorbeeld pas in 1973 gebleken dat er ook rechtstreeks bij Buma/Stemra getekend kon worden. Vanaf Third life brachten ze hun muziek daarom uit via hun eigen productiemaatschappij en lag de distributie in handen van Boni Records.
Theo Klouwer ontbrak tijdens de comebacktournee vanwege echtscheidingsperikelen, maar was er wel bij tijdens de tweede tournee in 1985. Deze tweede tournee belastte de zangstem van Piet Veerman zodanig dat die bijna blijvende schade opliep.

### Het einde
In 1985 viel de band opnieuw uit elkaar met Piet Veermans aankondiging definitief te stoppen. De andere leden legden zich er niet bij neer en spanden een vruchteloze rechtszaak tegen de leadzanger aan. Redenen voor hem om ermee te stoppen, waren de voortdurende stress en de belasting voor zijn stembanden. De rechter verwierp dat Veerman eraan gebonden zou zijn om nog een jaar met de andere Cats op te treden. Ook mocht hij tijdens solo-optredens de Cats-banden blijven gebruiken. De rechtszaak bekoelde de onderlinge verstandhouding voor meer dan vijftien jaar.
Piet Veerman ging verder met een solocarrière. Twee jaar later had hij een groot succes met Sailin' home, dat in Nederland en België op nummer 1 terechtkwam en in Nederland de best verkochte single van 1987 werd. Naast hem hield alleen Jaap Schilder zich nog enigszins met muziek bezig, al verdiende hij zijn hoofdinkomen weer als metselaar. Arnold Mühren richtte zich voortaan op zijn platenstudio, Cees Veerman ging verder als winkelbediende en Theo Klouwer werd vertegenwoordiger in hi-fi-apparatuur.

### Comeback in kleinere bezetting en tributebands
| deel van de Tribute to The Cats Band (deels) |  | The Cats Aglow Band |
| Tribute to The Cats Band (enkele leden)      |  | The Cats Aglow      |

In 1994 kwamen Veerman (Cees), Mühren en Schilder nog met een nieuwe samenstelling, samen met Jan Akkerman (gitaar) en Flaco Jiménez (accordeon). Hun album Shine on behaalde echter niet het succes van vroeger en de single Poppy bereikte niet eens de Tipparade. Hetzelfde jaar brachten ze ook nog het verzamelalbum The rest of... uit en daarna eindigde het project.
Kort na de eeuwwisseling werden twee tributebands opgericht met repertoire van The Cats. Als eerste werd in 2001 de Tribute to The Cats Band opgericht. De band bracht twee singles uit die de Single Top 100 bereikten; verder kwamen nog twee albums in de albumtop terecht. Een ervan, Songs to remember, bereikte nummer 15 en stond 18 weken genoteerd. De band heeft niet alleen covers uitgebracht, maar ook eigen repertoire.
De andere tributeband is The Cats Aglow (Band). Cees Veerman trad in 2008 met hen op als gastmuzikant in Carré in Amsterdam. Ze waren toen de ondersteuningsband van de Amerikaanse zanger Willy DeVille. In de jaren erna gaf Piet Veerman meerdere optredens met deze tributeband.
Vijftien jaar later werd de Nederlands-Duitse 8-mansformatie The Cats In The House opgericht rond Twente / Nordhorn (D). Hun eerste single Mooie Tied een Twentse versie van Times were when kwam in december 2020 uit als vinylsingle.

### Reünies en later werk
In 2001 werd voor zeshonderd fans een Catstribute georganiseerd. Terwijl Veerman (Cees), Mühren en Schilder aan het slot optraden, kwam Piet Veerman onverwacht vanuit het publiek het podium op en begon hij met zijn vrienden van weleer mee te zingen. De letterlijke omarming was van grote symbolische betekenis en leidde tot grote uitzinnigheid bij het publiek.
Vervolgens duurde het nog tot 2006 voordat er weer nieuw werk van The Cats verscheen. Dit gebeurde met het uitbrengen van de cd/dvd Those were the days, waarop naast eerder werk twee nieuwe liedjes stonden: de titelsong en The best years of my life.
Op 15 februari 2008 werd de grootste collectie tot dat moment uitgebracht, The Cats 100, een verzamelalbum van 5 cd's. In 2014 verschenen twee verzamelalbums, waaronder Complete, een box met een beperkte oplage van 1.000 stuks, die nagenoeg het gehele werk van The Cats omvat en uit 19 cd's bestaat.

## Muziek en stijl

### Van covers naar eigen werk
The Cats hadden in de eerste jaren weinig vrijheid om hun eigen muziek te kiezen. Daarvoor was hun platenmaatschappij nog te machtig. Ze waren ook niet altijd gelukkig met de muziekkeuze. Later kregen ze de mogelijkheid om singles te selecteren door cijfers te geven aan rond vijftien nummers. Manager Jan Buijs gebruikte zijn invloed om de stemmingen in balans te houden.
Mettertijd schreven ze ook steeds meer nummers zelf. Terwijl het album Colour us gold (1969) nog slechts een paar eigen nummers bevatte, bestond de opvolger Take me with you (1970) vrijwel alleen uit eigen werk. Wat originaliteit en zelfwaardering betreft, betekende het album een wending voor de band.
Bij elkaar verschenen uiteindelijk meer dan 100 eigen nummers op platen van The Cats. Het meest productief was Cees Veerman, die alleen of met anderen 47 liedjes leverde. Arnold Mühren en Piet Veerman waren elk (mede)verantwoordelijk voor 39, Jaap Schilder voor 26 en Theo Klouwer voor vier nummers. Drie nummer 1-hits werden geschreven door Arnold Mühren en één door Piet Veerman. De eerste compositie die van elk bandlid op een plaat verscheen was:
- 1965: Arnold Mühren, I'm ashamed to tell
- 1966: Cees Veerman, Hopeless try
- 1967: Jaap Schilder, How could I be so blind
- 1969: Theo Klouwer, Today
- 1969: Piet Veerman, Somewhere up there

### Klaas Leyen en Wim Jongbloed

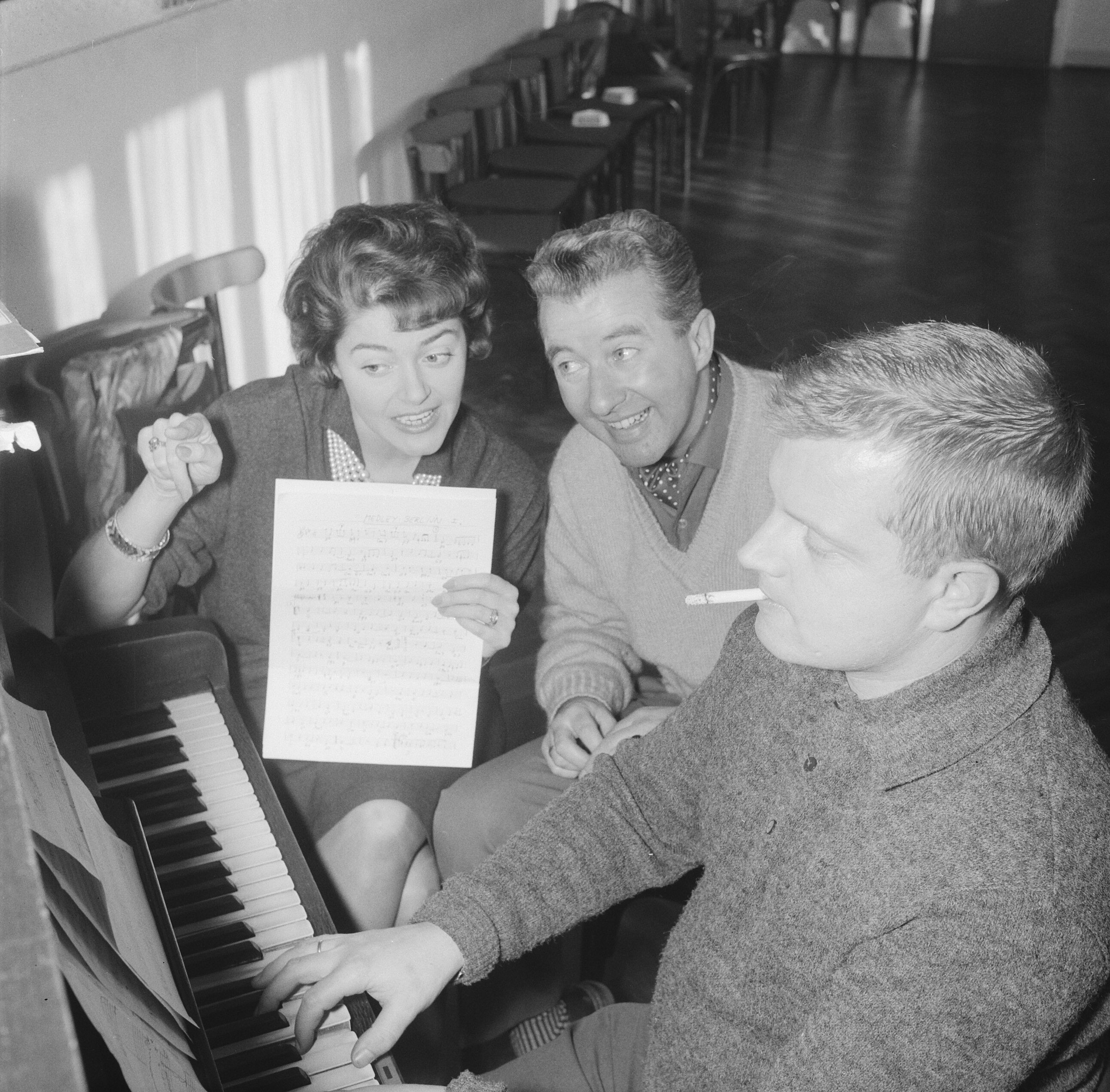
Wim Jongbloed aan de piano met aan zijn zijde Henk en Teddy Scholten, 1961.

In de ontwikkeling van het geluid van The Cats lag een doorslaggevende rol voor producer Klaas Leyen en arrangeur Wim Jongbloed. In de begintijd werd Leyen bij The Cats betrokken als technicus en hielp hij bij maken van alltime music, zoals hij dat zelf omschreef. Later werd hij de vaste producer. Nog tijdens deze eerste ontmoeting stelde Bovema-manager John Möring voor om The Cats te laten begeleiden door een orkest van 30 personen.
Met het schrijven van de arrangementen sleutelde Wim Jongbloed rechtstreeks aan de melodielijn en het muziekgeluid. Hij had een jazzachtergrond en speelde voorheen piano in het Atlantic Quintet. Zijn aandeel drong bij de bandleden pas door na zijn dood, in 1982; postuum brachten ze aan zijn vrouw nog hun dank uit voor zijn werk. De warmte in zijn arrangementen werd bijvoorbeeld gemist bij de Amerikaanse producer en arrangeur Al Capps.
Al vanaf de eerste elpee Cats as cats can (1967) werd de muziek in de studio ingespeeld door sessiemuzikanten. Hierdoor hoefden The Cats alleen nog naar de studio te komen om de zang voor hun rekening te nemen. Sessiemusici voor The Cats waren op de gitaar Henk van der Molen (aan het begin), Jan Akkerman en Hans Hollestelle. Verder waren dat op de bas Jan Hollestelle en op de drums Louis Debij en Pierre van der Linden. Op de achtergrond zongen vaak Joke Bruijs, Anita Meyer, Patricia Paay en Yvonne Keeley mee.

### Muziekstijlen
In de beginjaren speelde de band vooral beatmuziek. De invloeden op de verschillende bandleden varieerden nogal. Cees Veerman was onder de indruk van de muziek van The Kinks, waarvan hij Ray Davies de grootste liedjesschrijver in de popgeschiedenis is blijven vinden. Daarnaast had hij wel nummers willen zingen van de Nederlandse bands The Motions of Cuby + Blizzards. Om zijn openhartige afkeuring voor het Cats-repertoire kreeg hij al eens een spreekverbod van zijn collega's opgelegd. Daarnaast hadden ook de andere bandleden afwijkende muziekvoorkeuren. In de beginperiode neigde Arnold Mühren meer in de richting van Paul McCartney en had een band als The Drifters veel invloed op Piet Veerman.
Na enkele jaren wijzigde de muziekstijl van The Cats en kwam de nadruk steeds meer te liggen op muziekstukken die ze met meer melodie en in harmonie zongen. Hieraan voegde Wim Jongbloed orkestraties toe. Bijkomend was de wisseling van de leadzanger, waardoor de dramatiek in het stemgeluid van Piet Veerman klankbepalend werd.
Indien het afweek van de palingsound, liepen de muziekstijlen in de praktijk ver uit elkaar, van stevige rockmuziek als Linda tot rock-'n-roll als Come on girl (1972); van psychedelische muziek als Don't waste your time tot sunshine pop als Don't waste my time; van funk/soul als Second pair of eyes tot countrymuziek als Nashville. Verder waren er ballads als It's over now en Irish en enkele instrumentale nummers als Silent breeze.

### Grondleggers van de palingsound
De lyrische, melodieuze en enigszins weemoedige muziek van The Cats kreeg al in de beginperiode de naam 'palingsound' mee. Deze naam werd bedacht door Veronica-dj Joost den Draaijer en verwijst naar de palingvisserij waar Volendam bekend om staat. Wat ook meespeelde was het feit dat Cats-manager Jan Buijs tijdens het pluggen altijd een pondje paling voor Den Draaijer meenam. De bandleden waren er eerst niet gelukkig mee en zagen het als een spotnaam. Door de successen werd dat later anders.
Jip Golsteijn over hun stijl: "The Cats hebben wonderlijk en zonder dat ze dat per se wilden of zelfs maar beseften de rhythm-and-blues van The Coasters en The Drifters ... gemengd met Volendammer katholieke koorzang. Ze waren eigenlijk olie en water aan het mengen en het lukte nog ook."
The Cats werden hiermee de grondleggers van de palingsound. Deze stijl geldt voor The Cats vooral in de periode van 1967 tot en met 1973. Hierbij gaat het om de inbreng van de band en de afwerking in de studio, waar zij ook zelf in meebeslisten. Kenmerkende onderdelen zijn daarbij de aankleding met de melodieuze arrangementen van Wim Jongbloed en de continentaal Europese wijze van mixen van producer Klaas Leyen. De stijl vond navolging bij veel andere Volendamse artiesten, zoals Maddog, Left Side, Next One en vanaf 1977 (het aantreden van Anny Schilder) BZN.
In een documentaire uit 1997 gaven The Cats hun verhalen achter de oorsprong van de palingsound. Piet en Cees Veerman en Jaap Schilder verwezen hierbij naar hun ervaringen met het gezang in de kerk en van vissers vanaf hun kotters. Volgens Arnold Mühren heeft One way wind alle elementen van de palingsound in zich, met de dramatiek van Piets stem, het hebben van een zekere weemoed en het voluit uithalen met het zangkoortje. Voormalig EMI-manager Schoonhoven verbindt aan de palingsound van The Cats vooral de stem van Piet Veerman, de composities van Arnold Mühren, de arrangementen van Wim Jongbloed en de productie van Klaas Leyen.
Piet Veerman memoreerde jaren later over hun stijl: "Toen ik die oude banden beluisterde, realiseerde ik me pas hoe 'eigen' ons geluid was ... Wij hebben vroeger urenlang gerepeteerd om voor ons ieder afzonderlijk de juiste klankkleur te bepalen ... In feite was dat monnikenwerk, omdat we bijna ieder woord, iedere klank en iedere frase op een weegschaal legden en daar een besluit over namen."

## Trivia

### The Cats en het WK-voetbal
In 1974 besloten The Cats geen optredens meer te geven. Wel maakten ze een uitzondering voor het Nederlandse elftal tijdens het WK-voetbal van 1974. Op 30 juni vond dit optreden plaats in het Waldhotel Kräuterkrämer in Münster-Hiltrup. Na afloop publiceerde de Duitse journalist Duido Frick in Bild-Zeitung dat Cruijff en enkele andere voetballers de nacht met drie naakte vrouwen in het zwembad hadden doorgebracht. Het verhaal bleek later verzonnen, maar leidde toen tot veel onrust onder de voetbalvrouwen. Decennialang werd het feestje met The Cats in verband gebracht met dit schandaal.
The Cats speelden ook een rol in de prestaties van het Nederlands elftal op het WK-voetbal van 1978. Nederland begon het toernooi moeizaam en na de eerste ronde werd een cassettebandje met de grootste hits van The Cats opgestuurd. Vervolgens won het elftal de ene na de andere wedstrijd totdat het cassettebandje net voor de laatste wedstrijd werd gestolen. Volgens voetballer Ruud Krol werd het ritueel door die diefstal onderbroken en had het onbewust een rol in het verlies van de wedstrijd in de finale.

### Overige
- Wally Tax was eind jaren zestig een gevierd zanger. In deze tijd trad hij echter een keer op voor een publiek van slechts vijftig mensen. Op navraag bij de zaalhouder waar dat aan kon liggen, motiveerde die het met: "De Cats zitten hier vlakbij."[5] Eenzelfde situatie deed zich ook voor met de Golden Earring. Later die avond bracht gitarist George Kooymans The Cats nog een bezoek.[42]
- In 1970 ontvingen The Cats gouden platen voor de singles Marian en Why en het album Colour us gold. Deze ontvingen ze in Londen uit handen van de zanger Cliff Richard.[42]
- De fanclub heette The Cats Clan en gaf tweemaandelijks hun lijfblad uit met de titel C(l)atspraat.[7] De club werd gefinancierd door middel van een jaarlijks optreden van The Cats.[43]
- Na een optreden in Friesland reed Piet Veerman in zijn eigen auto naar huis. Onderweg kwam hij vijf lifters tegen die hij herkende van het optreden. Hij pikte ze op en zette ze daarna een voor een thuis af. De laatste vroeg of hij mee naar binnen wilde komen. Veerman kwam mee en zijn fan lichtte toe: "Als ik binnenkom en zeg dat Piet Veerman me heeft thuisgebracht, zeggen ze dat ik niet zoveel moet zuipen."[6]

## Waardering

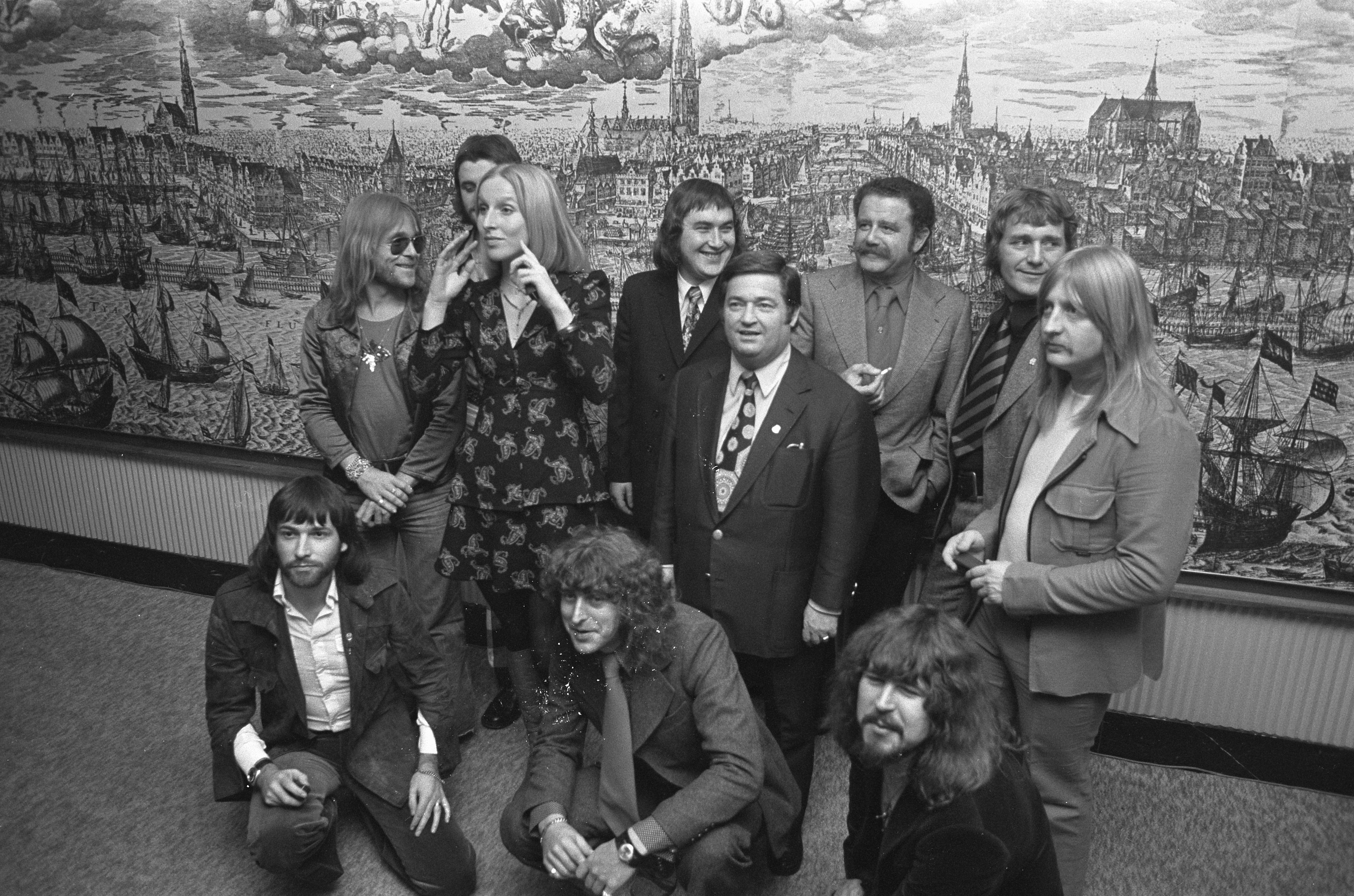
Uitreiking van de Gouden Harpen op 12 november 1973. V.l.n.r. achter: Piet Keizer, Jaap Schilder, Eli Asser en Henk Elsink. Midden: Cees Veerman, Alma Netten (tweede vrouw van Boudewijn de Groot), Willy Alberti en Theo Klouwer. Voor: Arnold Mühren, Jan Buijs en Piet Veerman.

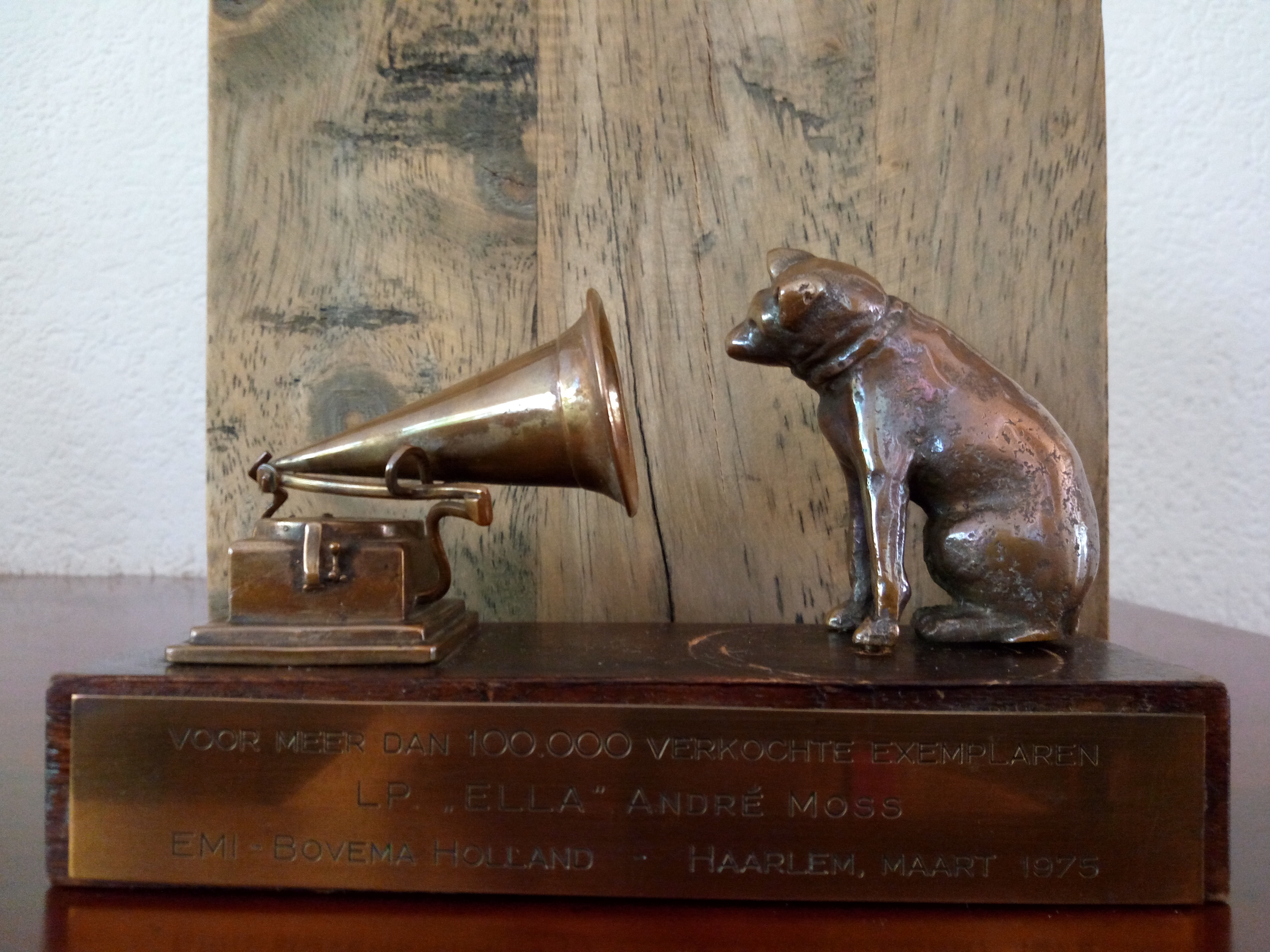
Gouden Hond voor de verkoop van één miljoen exemplaren in Duitsland

The Cats worden ook wel Fab Five genoemd, als knipoog naar The Beatles' bijnaam Fab Four (fabulous foursome). De groep won verschillende prijzen, zoals een Edison in 1969 in de categorie popmuziek en een Gouden Harp in 1973 voor hun eigen composities. Van het Duitse EMI Electrola ontvingen ze op 29 november 1972 de Gouden Hond voor de verkoop van een miljoen singles van One way wind in Duitsland. Begin 1975, een jaar nadat hun eerste Amerikaanse album was uitgekomen, volgde erkenning uit Engeland toen het muziekblad Music Week hen uitriep tot Beste popgroep van 1974.
In 2006 werden The Cats bekroond voor de verkoop van tot dan toe meer dan dertien miljoen geluidsdragers. Tientallen platen bereikten de status van goud, waaronder hun album van dat jaar, Those were the days. In de Top 40 kwamen 36 singles terecht, waarvan vijf op nummer 1, twee op nummer 2 en vijf op nummer 3. Bij elkaar belandden 19 singles in de Top 10. In de Hilversum 3 Top 30 en Nationale Hitparade van Hilversum 3 stonden the Cats genoteerd met 34 singles, waarvan vijf op nummer 1 en 22 in de Top 10. In de alltimelijst Top 2000 zijn in de loop van de tijd dertien nummers van deze band opgenomen; in de Volendammer Top 1000 (2013) stonden 73 nummers genoteerd.
In 2006 werden de vier nog levende Cats benoemd tot lid in de Orde van Oranje-Nassau (drummer Theo Klouwer overleed in 2001). Ervoor waren de bandleden driemaal uitgeroepen tot ereburger, namelijk van Los Angeles (1974), Aruba (2004) en Edam-Volendam (2004).

## Discografie
The Cats brachten hun eerste drie singles uit bij het kleine Amsterdamse Durlaphone en tekenden op 11 januari 1966 een contract bij Bovema in Heemstede. Op 17 december 1970 tekenden The Cats een nieuw contract met Bovema-EMI. Sinds dat contract werden hun platen in 38 landen uitgebracht. In sommige landen, zoals Indonesië, werden minder platen gekocht, omdat hun muziek werd verspreid via illegale kopieën op muziekcassettes. Durlaphone bracht de singles uit onder eigen naam en onder sublabels als Almadisc en Omega; Bovema gebruikte voor het werk van The Cats aanvankelijk alleen het sublabel Imperial.
De albums Love in your eyes en Hard to be friends werden in opdracht van EMI door het Amerikaanse Fantasy Records geproduceerd. Vanaf hun comeback in de jaren tachtig, brachten ze hun platen in eigen beheer uit. De distributie gebeurde toen door Boni Records.
Hieronder volgt een overzicht van de albums en singles die werden uitgebracht met per plaat de hitnoteringen indien die bekend zijn.

### Albums
De volgende lijst bevat de albums (elpees en cd's) die in Nederland zijn uitgebracht; eventuele noteringen zijn de posities in de Album Top.
Slechts enkele voorbeelden van albums die in andere landen verschenen zijn: 45 lives (1970, VS) en Lo mejor (1972, Spanje) en Katzen-spiele (1972, Duitsland). Het laatste album onderscheidt zich van de andere landen, doordat alle nummers Duitse vertalingen zijn. Verder verscheen in het Frans nog Sois ma femme, een vertaling van Be my day.
| Jaar                           | album                                                       | piek   | weken | opmerking(en)                                                             |
| ------------------------------ | ----------------------------------------------------------- | ------ | ----- | ------------------------------------------------------------------------- |
| 1967                           | Cats as cats can                                            |        |       | een albumtop bestond nog niet                                             |
| 1968                           | Cats                                                        |        |       | goud, een albumtop bestond nog niet                                       |
| 1969                           | Colour us gold                                              | 1(4wk) | 18    | goud                                                                      |
| 1970                           | Take me with you                                            | 1(2wk) | 21    | goud                                                                      |
| 1971                           | Cats aglow                                                  | 3      | 11    | goud                                                                      |
| 1972                           | Signed by The Cats                                          | 3      | 12    | goud                                                                      |
| 1973                           | Home                                                        | 8      | 14    | goud                                                                      |
| 1974                           | Love in your eyes                                           | 1(3wk) | 18    | goud                                                                      |
| 1975                           | Hard to be friends                                          | 40     | 5     |                                                                           |
| 1975                           | We wish you a merry Christmas                               | 22     | 4     |                                                                           |
| 1976                           | Homerun                                                     | 19     | 8     |                                                                           |
| 1978                           | Like the old days                                           |        |       | platina                                                                   |
| 1983                           | Third life                                                  | 8      | 13    | goud                                                                      |
| 1985                           | Flyin' high                                                 | 24     | 13    |                                                                           |
| 1994                           | Shine on                                                    | 38     | 5     |                                                                           |
| Livealbum:                     |                                                             |        |       |                                                                           |
| 1984                           | Live                                                        | 33     | 8     |                                                                           |
| Verzamelalbums met nieuw werk: |                                                             |        |       |                                                                           |
| 1983                           | Het beste van The Cats                                      |        |       | bevat een nieuw nummer                                                    |
| 1994                           | The rest of...                                              |        |       | oude en nieuwe nummers                                                    |
| 2006                           | Those were the days                                         | 2      | 23    | goud, bevat twee nieuwe nummers                                           |
| 2014                           | Complete                                                    | 30     | 2     |                                                                           |
| 2014                           | Collected                                                   | 2      | 19    |                                                                           |
| Overige verzamelalbums:        |                                                             |        |       |                                                                           |
| 1968                           | Cats                                                        |        |       | zelfde titel als 2e studio-album; kant A bevat nummers van 1e en 2e album |
| 1969?                          | Songs we sang                                               |        |       |                                                                           |
| 1970                           | Portrait                                                    | 4      | 16    | goud                                                                      |
| 1970                           | Where have I been wrong                                     |        |       |                                                                           |
| 1971                           | The Cats                                                    |        |       |                                                                           |
| 1972                           | Times were when                                             | 12     | 4     | goud                                                                      |
| 1972                           | One way wind                                                |        |       |                                                                           |
| 1972                           | Collectors classics                                         |        |       | halve elpee van oudste werk                                               |
| 1972                           | Vaya con Dios                                               |        |       |                                                                           |
| 1973                           | The best of The Cats                                        |        |       |                                                                           |
| 1974                           | 10 jaar                                                     | 2      | 17    | goud                                                                      |
| 1974                           | Story presenteert The Cats op hun best                      | 3      | 12    | goud                                                                      |
| 1977                           | Let's go together                                           |        |       |                                                                           |
| 1979                           | 20 golden hits                                              | 14     | 27    | platina                                                                   |
| 1979                           | The end of the show                                         |        |       |                                                                           |
| 1983                           | The story of                                                | 10     | 14    | platina                                                                   |
| 1983                           | Collection                                                  |        |       |                                                                           |
| 1984                           | Het complete hitalbum                                       |        |       | nummer 1 in de TV LP Top 15                                               |
| 1985                           | De mooiste van The Cats                                     |        |       |                                                                           |
| 1985                           | Girls only                                                  |        |       |                                                                           |
| 1988                           | Greatest hits volume 1 & 2                                  | 30     | 15    |                                                                           |
| 1992                           | Love cats                                                   | 14     | 17    |                                                                           |
| 1994                           | Gold                                                        | 22     | 16    |                                                                           |
| 1998                           | The very best of - Highlights                               | 32     | 9     |                                                                           |
| 2002                           | Greatest hits                                               | 3      | 18    |                                                                           |
| 2008                           | Hollandse sterrencollectie                                  |        |       |                                                                           |
| 2008                           | The Cats 100                                                | 2      | 20    |                                                                           |
| 2010                           | Alle 40 goed                                                |        |       | nummer 21 in de Midprice Top 50                                           |
| 2011                           | Trying to explain - Cats only                               | 19     | 8     |                                                                           |
| 2012                           | Best of - 3CD                                               |        |       |                                                                           |
| 2016                           | The golden years of Dutch pop music - A & B sides 1964-1974 | 58     | 1     |                                                                           |
| 2019                           | The first five                                              |        |       | box met zes cd's: de eerste vijf Cats-albums met een bonus album          |

### Singles
Hieronder staan de singles die in Nederland zijn uitgebracht. Er zijn ook singles in het buitenland uitgebracht die een andere samenstelling hadden. Zo stond I walk through the fields in 1970 bijvoorbeeld in Japan op de A-kant van een single, terwijl het in Nederland de B-kant was van Magical mystery morning. In Duitsland kwamen ook singles in het Duits uit.
Hieronder volgt een overzicht van de singles waarvan hitnoteringen bekend zijn. De buitenlandse hitnoteringen zijn waarschijnlijk niet compleet. Zo zouden ook de hitlijsten van Australië, Japan en Spanje zijn bereikt.
| Jaar | single                                                  | Top 40 | Top 40 | Top 30/50 | Top 30/50 | Vlaanderen | Duitsland | Zwitserland | Oostenrijk | VS (AC) | tekst en muziek                 | opmerking                                                                   |
| Jaar | single                                                  | piek   | weken  | piek      | weken     | Vlaanderen | Duitsland | Zwitserland | Oostenrijk | VS (AC) | tekst en muziek                 | opmerking                                                                   |
| ---- | ------------------------------------------------------- | ------ | ------ | --------- | --------- | ---------- | --------- | ----------- | ---------- | ------- | ------------------------------- | --------------------------------------------------------------------------- |
| 1965 | Juke-box (If I didn't have a dime to play the juke-box) | -      | -      | -         | -         | -          | -         | -           | -          | -       | cover                           |                                                                             |
| 1965 | Somewhere over the rainbow                              | -      | -      | -         | -         | -          | -         | -           | -          | -       | cover                           |                                                                             |
| 1965 | Ave Maria no morro                                      | -      | -      | -         | -         | -          | -         | -           | -          | -       | cover                           |                                                                             |
| 1966 | What a crazy life                                       | 14     | 15     | 16        | 2         | -          | -         | -           | -          | -       | cover                           |                                                                             |
| 1967 | Vive l'amour                                            | 26     | 6      | -         | -         | -          | -         | -           | -          | -       | cover                           |                                                                             |
| 1967 | Sure he's a cat                                         | 12     | 13     | 8         | 6         | -          | -         | -           | -          | -       | buiten de groep                 |                                                                             |
| 1967 | What's the world coming to                              | 27     | 5      | -         | -         | -          | -         | -           | -          | -       | buiten de groep                 |                                                                             |
| 1968 | Turn around and start again                             | 14     | 9      | 14        | 3         | -          | -         | -           | -          | -       | buiten de groep                 |                                                                             |
| 1968 | Times were when                                         | 2      | 18     | 2         | 14        | -          | -         | -           | -          | -       | cover                           | Piet Veerman wordt de leadzanger                                            |
| 1968 | Lea                                                     | 1(2wk) | 22     | 1(1wk)    | 18        | 6          | -         | -           | -          | -       | Arnold Mühren                   | goud                                                                        |
| 1969 | Why                                                     | 1(5wk) | 13     | 1(4wk)    | 12        | 8          | -         | -           | -          | -       | Arnold Mühren                   | goud                                                                        |
| 1969 | Scarlet ribbons                                         | 3      | 11     | 2         | 11        | 18         | -         | -           | -          | -       | cover                           |                                                                             |
| 1969 | Marian                                                  | 1(5wk) | 16     | 1(6wk)    | 14        | 8          | -         | -           | -          | -       | Arnold Mühren                   | goud, alarmschijf                                                           |
| 1970 | Magical mystery morning                                 | 4      | 9      | 3         | 8         | 14         | -         | -           | -          | -       | Arnold Mühren                   |                                                                             |
| 1970 | Where have I been wrong                                 | 1(2wk) | 14     | 1(4wk)    | 13        | 9          | -         | -           | -          | -       | Piet Veerman                    |                                                                             |
| 1971 | Don't waste your time                                   | 11     | 5      | 9         | 5         | -          | -         | -           | -          | -       | Piet Veerman                    |                                                                             |
| 1971 | One way wind                                            | 3      | 14     | 3         | 12        | 4          | 4         | 1           | -          | -       | Arnold Mühren                   | goud (Duitsland: Gouden Hond), alarmschijf, 43 weken in Duitsland genoteerd |
| 1972 | Let's dance                                             | 2      | 18     | 2         | 14        | 2          | 3         | 2           | 18         | -       | Piet Veerman                    | goud, 32 weken in Duitsland genoteerd                                       |
| 1972 | Vaya con Dios                                           | 3      | 14     | 2         | 11        | 2          | -         | -           | -          | -       | cover                           |                                                                             |
| 1972 | There has been a time                                   | 3      | 11     | 3         | 9         | 16         | 34        | -           | -          | -       | Arnold Mühren                   |                                                                             |
| 1972 | Du bist mein Zuhaus                                     | -      | -      | -         | -         | -          | 36        | -           | -          | -       | Arnold Mühren                   |                                                                             |
| 1973 | Let's go together                                       | 7      | 7      | 7         | 6         | -          | -         | -           | -          | -       | Piet Veerman en Jaap Schilder   | alarmschijf                                                                 |
| 1973 | Maribaja                                                | 6      | 7      | 7         | 6         | -          | -         | -           | -          | -       | Arnold Mühren                   | alarmschijf                                                                 |
| 1973 | Rock 'n' roll                                           | 3      | 8      | 3         | 7         | 19         | 48        | -           | -          | -       | cover                           | alarmschijf                                                                 |
| 1974 | Be my day                                               | 1(6wk) | 15     | 1(3wk)    | 13        | 1          | 4         | -           | 12         | 18      | buiten de groep                 | alarmschijf, 26 weken in Duitsland genoteerd                                |
| 1974 | Come Sunday                                             | 6      | 8      | 5         | 7         | 26         | 46        | -           | -          | -       | buiten de groep                 | alarmschijf                                                                 |
| 1975 | Hard to be friends                                      | 15     | 5      | 13        | 4         | -          | -         | -           | -          | -       | buiten de groep                 |                                                                             |
| 1975 | Like a Spanish song                                     | 9      | 6      | 10        | 5         | 15         | -         | -           | -          | -       | buiten de groep                 |                                                                             |
| 1975 | Silent night                                            | 18     | 4      | 21        | 2         | -          | -         | -           | -          | -       | cover                           |                                                                             |
| 1976 | We should be together                                   | 16     | 5      | 13        | 5         | -          | -         | -           | -          | -       | cover                           |                                                                             |
| 1976 | Romance                                                 | 25     | 4      | tip       | -         | -          | -         | -           | -          | -       | buiten de groep                 |                                                                             |
| 1977 | Save the last dance for me                              | 6      | 8      | 6         | 6         | 11         | 48        | -           | -          | -       | cover                           |                                                                             |
| 1977 | Cindy                                                   | 18     | 5      | 21        | 3         | -          | -         | -           | -          | -       | cover                           |                                                                             |
| 1977 | Lucky star                                              | tip    | -      | tip       | -         | -          | -         | -           | -          | -       | buiten de groep                 |                                                                             |
| 1978 | She was too young                                       | 24     | 5      | 27        | 5         | 21         | -         | -           | -          | -       | Cees Veerman                    |                                                                             |
| 1980 | The end of the show                                     | 5      | 10     | 7         | 9         | 20         | -         | -           | -          | -       | Cees Veerman                    |                                                                             |
| 1982 | La diligence                                            | 11     | 8      | 5         | 8         | 18         | -         | -           | -          | -       | t:Piet Veerman en Arnold Mühren |                                                                             |
| 1983 | Stay in my life                                         | 20     | 5      | 17        | 6         | -          | -         | -           | -          | -       | Piet Veerman                    |                                                                             |
| 1983 | Love is a golden ring                                   | 15     | 5      | 11        | 8         | 19         | -         | -           | -          | -       | cover                           |                                                                             |
| 1984 | Lovers don't talk                                       | 37     | 3      | 35        | 3         | -          | -         | -           | -          | -       | cover                           |                                                                             |
| 1984 | Second pair of eyes                                     | -      | -      | tip       | -         | -          | -         | -           | -          | -       | Piet Veerman                    |                                                                             |
| 1984 | A love like yours                                       | -      | -      | tip       | -         | -          | -         | -           | -          | -       | cover                           |                                                                             |
| 1985 | She's so in love                                        | 31     | 5      | 27        | 5         | -          | -         | -           | -          | -       | cover                           |                                                                             |
| 1985 | Hooray for Michael                                      | tip    | -      | tip       | -         | -          | -         | -           | -          | -       | Arnold Mühren                   |                                                                             |
| 1994 | Poppy                                                   | -      | -      | -         | -         | -          | -         | -           | -          | -       | Arnold Mühren                   |                                                                             |
| 2006 | The best years of my life                               | tip    | -      | 10        | 8         | -          | -         | -           | -          | -       | buiten de groep                 |                                                                             |
| 2006 | Those were the days                                     | -      | -      | 63        | 2         | -          | -         | -           | -          | -       | buiten de groep                 |                                                                             |

### NPO Radio 2 Top 2000
| Nummers met noteringen in de NPO Radio 2 Top 2000 | '99  | '00  | '01  | '02  | '03  | '04  | '05  | '06  | '07  | '08  | '09  | '10  | '11  | '12  | '13  | '14  | '15  | '16  | '17  | '18  | '19  | '20  | '21  | '22  | '23  | '24  |
| ------------------------------------------------- | ---- | ---- | ---- | ---- | ---- | ---- | ---- | ---- | ---- | ---- | ---- | ---- | ---- | ---- | ---- | ---- | ---- | ---- | ---- | ---- | ---- | ---- | ---- | ---- | ---- | ---- |
| Be my day                                         | -    | 1161 | 1465 | 1742 | 1553 | 1646 | 1825 | 1699 | 1675 | 1652 | 1550 | 1642 | -    | -    | -    | -    | -    | -    | -    | -    | -    | -    | -    | -    | -    | -    |
| Lea                                               | 623  | 527  | 669  | 494  | 513  | 468  | 528  | 361  | 416  | 423  | 385  | 382  | 486  | 493  | 609  | 530  | 661  | 777  | 1044 | 963  | 689  | 743  | 680  | 700  | 595  | 551  |
| Let's dance                                       | 1214 | -    | 1344 | 1863 | 1513 | 1708 | 1605 | 1534 | 1888 | 1646 | 1857 | 1796 | -    | -    | -    | -    | -    | -    | -    | -    | -    | -    | -    | -    | -    | -    |
| Marian                                            | 995  | -    | 737  | 659  | 697  | 701  | 609  | 534  | 565  | 594  | 543  | 571  | 792  | 828  | 1002 | 905  | 1112 | 1116 | 1589 | 1325 | 931  | 1057 | 1009 | 1070 | 1023 | 1031 |
| One way wind                                      | 224  | 198  | 300  | 328  | 282  | 327  | 280  | 217  | 204  | 233  | 298  | 311  | 411  | 596  | 668  | 540  | 691  | 741  | 684  | 760  | 714  | 671  | 628  | 718  | 650  | 654  |
| Rock 'n' Roll                                     | -    | 1116 | 1159 | 1232 | 1253 | 882  | 745  | 743  | 677  | 770  | 882  | 886  | 1108 | 1558 | 1658 | 1721 | -    | -    | -    | -    | -    | -    | -    | -    | -    | -    |
| Scarlet ribbons                                   | -    | -    | -    | 554  | 493  | 718  | 629  | 526  | 639  | 610  | 702  | 645  | 741  | 1002 | 961  | 958  | 1108 | 1360 | 1218 | 1512 | 1209 | 1279 | 1253 | 1352 | 1242 | 1144 |
| Sure he's a cat                                   | 1629 | -    | -    | -    | 1945 | 1710 | 1794 | 1985 | -    | 1987 | 1907 | 1904 | -    | -    | -    | -    | -    | -    | -    | -    | -    | -    | -    | -    | -    | -    |
| The end of the show                               | -    | -    | -    | 1277 | 1239 | 1225 | 1405 | 1221 | 1384 | 1337 | 1277 | 1439 | 1669 | 1946 | 1670 | 1690 | 1941 | -    | -    | -    | -    | -    | -    | -    | -    | -    |
| Times were when                                   | -    | -    | 1320 | 1083 | 1142 | 1036 | 1129 | 1035 | 1089 | 1101 | 1028 | 1181 | 1357 | 1656 | 1506 | 1472 | 1627 | -    | 1808 | 1888 | 1551 | 1772 | 1540 | 1675 | 1645 | 1730 |
| Vaya con Dios                                     | -    | -    | -    | 1990 | 1120 | 1249 | 1166 | 1083 | 1157 | 1197 | 1196 | 1235 | 1520 | 1535 | 1725 | 1723 | -    | -    | -    | -    | -    | -    | -    | -    | -    | -    |
| Where have I been wrong                           | -    | 798  | 715  | 1057 | 873  | 981  | 1233 | 984  | 1130 | 1027 | 985  | 952  | 1261 | 1913 | 1444 | 1354 | 1759 | -    | -    | -    | -    | -    | -    | -    | -    | -    |
| Why                                               | 1060 | -    | 1108 | 1252 | 1133 | 1103 | 1211 | 842  | 1065 | 1020 | 957  | 977  | 1247 | 1554 | 1369 | 1295 | 1507 | 1792 | -    | -    | -    | -    | -    | -    | -    | -    |

1. ↑  Een '-' betekent dat het nummer niet was genoteerd en een vetgedrukt getal geeft de hoogste notering van een nummer aan.

### Dvd's
| Dvd(box)                             | jaar | opmerkingen                                                                                |
| ------------------------------------ | ---- | ------------------------------------------------------------------------------------------ |
| Luv & The Cats music show            | ?    | The Cats & Luv music show                                                                  |
| The complete collection              | 2002 | 3 cd's, dvd en boekje van 60 pagina's, twee versies: Silver letters en White letters, goud |
| The dvd collection                   | 2003 | 18 hit clips + vele extra's                                                                |
| Voor alle fans                       | 2004 | al hun successen op dvd + cd                                                               |
| Hits uit 40 jaar Top 40              | 2004 | cd en dvd                                                                                  |
| Those were the best years of my life | 2006 | cd en dvd                                                                                  |
| The Cats in Indonesië                | 2008 | Plus the story of The Cats & Vaya con Dios live                                            |
| Trying to explain - Cats only        | 2011 |                                                                                            |
| Remember the good times              | 2012 | de tijd van toen, 2 cd's en dvd                                                            |

## Verantwoording
3JS · Alles · BZN · Canyon · The Cats (The Cats Aglow · Tribute to The Cats Band) · De Dekkerband · Jen Rog · Jan Keizer · Left Side · Maddog · Maribelle · Mon Amour · Jan Mühren · Next One · Nick & Simon · Anny Schilder · Linda Schilder · Carola Smit · Jan Smit · Monique Smit · Stampvast · Tol & Tol · Tamara Tol · Piet Veerman